# Похід дроздовців із Румунії на Дон

Схема переходу загону полк. Дроздовського з Ясс до Новочеркаська

Похід дроздовців із Румунії на Дон (11 березня — 7 травня 1918) — перехід загону добровольців-офіцерів під командуванням полковника М. Г. Дроздовського з Ясс до Новочеркаська для з'єднання з Добровольчою армією та початку боротьби з більшовизмом.

## Перебіг подій
Восени 1917 року у Яссах опинилося багато офіцерів російської армії, що розпалася. Коли стало відомо, що на Дону генерал Алексєєв оголосив про створення офіцерської організації, з перспективою боротьби проти більшовизму, в Яссах почали формуватись добровольчі загони. Вони були нечисленні — більша частина офіцерів була деморалізована розвалом фронту, революцією, спалахом анархії, та фактичним розпадом імперії. Деякі загинули внаслідок лінчувань, які здійснювали підбурені революційною агітацією солдати та матроси. Після того, як штаб колишнього Бессарабського фронту наказав припинити формування загонів, не вірячи в можливість боротьби, група офіцерів на чолі з полковником Дроздовським вирішила пробиватися на Дон, де Добровольча армія на чолі з Корніловим вже почала боротьбу з більшовиками. На початок походу чисельність загону становила близько тисячі воїнів, в абсолютної більшості — офіцерів.
Похід почався 26 лютого 1918 року, супроводжувався жорстокими сутичками з більшовизованими армійськими частинами, частинами, що підтримали Центральну Раду, а також звичайними кримінальними бандами. Дроздовці пробивалися на Дон повз чорноморське та азовське узбережжя, в містах, через які вони проходили (Бердянськ, Мелітополь, Таганрог), до їх складу вступали деякі з місцевих мешканців або з офіцерів, що опинилися там, тому, незважаючи на втрати, чисельність загону збільшилася. 21 квітня 1918 року дроздовці зайняли Ростов-на-Дону, та, об'єднавшись з місцевими козаками, повсталими проти влади більшовицьких комісарів, взяли Новочеркаськ. Це було фактичне завершення походу — в Новочеркаську загін Дроздовського, який збільшився на той час до трьох тисяч воїнів, дожидався Добровольчу армію. Фактичне їх об'єднання відбулося 27 травня 1918 року.

## Учасники походу
- Дроздовський Михайло Гордійович
- Двойченко Володимир Аврамович
- Гаєвський Борис Анатолійович
- Жебрак-Русанович Михайло Антонович
- Туркул Антон Васильович
- Абольянц Аристарх Аванесович